# Список лунных кратеров, Е
| Кратер    | Латинское название | Диаметр  | Эпоним                                                        | Год утверждения МАС |
| --------- | ------------------ | -------- | ------------------------------------------------------------- | ------------------- |
| Евдокимов | Evdokimov          | 48,88 км | Николай Николаевич Евдокимов (1868—1940)                      | 1970                |
| Евдокс    | Eudoxus            | 70,16 км | Евдокс Книдский (ок. 408 год до н. э. — ок. 355 год до н. э.) | 1935                |
| Евктемон  | Euctemon           | 62,7 км  | Евктемон (неизв. — 432 до н. э.)                              | 1935                |